# هیدون بریج
هیدون بریج (به انگلیسی: Haydon Bridge) یک روستا در بریتانیا است که در نورث‌آمبرلند واقع شده‌است. هیدون بریج ۲٬۱۸۴ نفر جمعیت دارد.